# Martin Donovan (színművész)
Martin Donovan, született Martin Paul Smith (Reseda, 1957. augusztus 19. –) amerikai színész. 
Hosszú ideje dolgozik együtt Hal Hartley rendezővel: többek között feltűnt annak A semmi ágán (1990), A vágy tovább él (1991), Egyszerű emberek (1992), Amatőr (1994), Flört (1995) és Az élet könyve (1998) című rendezéseiben, az utóbbiban Jézus szerepében. Hap Eckhart nyomozót játszotta az Álmatlanság (2002), valamint főszereplőként Fay CIA-felügyelőt a Tenet (2020) című Christopher Nolan-filmekben.
A Nancy ül a fűben című Showtime sorozatban Peter Scottsont alakította.

## Fiatalkora
1957. augusztus 19-én, Martin Paul Smith néven született Los Angeles Reseda városrészében.
A Crespi Carmelite High Schoolban végzett, majd két évig a Pierce College hallgatója volt. A Los Angeles-i American Theater Arts konzervatórium és színházi társulatnál is tevékenykedett, ahol Brendan Behan Richard's Cork Leg és Bertolt Brecht Rettegés és ínség a Harmadik Birodalomban című darabjaiban játszott. 1983-ban leendő feleségével, Viviannel New Yorkba költözött. Itt csatlakozott a Greenwich Street-i off-off-Broadway Cucaracha Színházhoz. 

## Pályafutása
2005–2006 között a Nancy ül a fűben című televíziós sorozat tizennégy epizódjában szerepelt. A több színésszel közösen jelölték a legjobb szereplőgárda (vígjátéksorozat) kategóriában átadott Screen Actors Guild-díjra. A sorozat főszereplőjével, Mary-Louise Parkerrel együtt játszott A rosszak jobbak, A botcsinálta rendező és az Egy hölgy arcképe című filmekben is. Utóbbival elnyerte a legjobb mellékszereplőnek járó National Society of Film Critics díjat.

## Magánélete
1984-ben vette feleségül Vivian Lanko színésznőt, két fiuk született. 
Sok éven át New Yorkban éltek, mielőtt Vancouverbe költöztek.

## Filmográfia

### Film
| Év    | Magyar cím                      | Eredeti cím                    | Szerep                     | Magyar hang          |
| ----- | ------------------------------- | ------------------------------ | -------------------------- | -------------------- |
| 1985  |                                 | Hard Choices                   | Josh                       |                      |
| 1990  | A semmi ágán                    | Trust                          | Matthew Slaughter          | Balkay Géza          |
| 1991  | A vágy tovább él                | Surviving Desire               | Jude                       |                      |
| 1992  | Malcolm X                       | Malcolm X                      | FBI-ügynök                 |                      |
| 1992  | Egyszerű emberek                | Simple Men                     | Martin                     |                      |
| 1993  | A fejvadásznő                   | Quick                          | Herschel Brewer            | Reisenbüchler Sándor |
| 1994  |                                 | The Rook                       | John Abbott                |                      |
| 1994  |                                 | Nadja                          | Jim                        |                      |
| 1994  | Amatőr                          | Amateur                        | Thomas Ludens              | Haás Vander Péter    |
| 1995  | Flört                           | Flirt                          | Walter                     |                      |
| 1996  | Egy hölgy arcképe               | The Portrait of a Lady         | Ralph Touchett             | Gálffi László        |
| 1996  | Higgy nekem                     | Hollow Reed                    | Martyn Wyatt               |                      |
| 1998  | Nem ér a nemem!                 | The Opposite of Sex            | Bill Truitt                | Kautzky Armand       |
| 1998  |                                 | Heaven                         | Robert Marling             |                      |
| 1998  | A csók                          | Living Out Loud                | Robert Nelson              | Kárpáti Levente      |
| 1998  | Az élet könyve                  | The Book of Life               | Jézus                      |                      |
| 1998  | Hímpor                          | Spanish Fly                    | Carl                       |                      |
| 1999  | Az egzotikus sziget             | In a Savage Land               | Dr. Phillip Spence         | Csankó Zoltán        |
| 1999  | Anyegin                         | Onegin                         | Nyikityin herceg           | Kőszegi Ákos         |
| 2002  | Álmatlanság                     | Insomnia                       | Hap Eckhart nyomozó        | Mikula Sándor        |
| 2002  | A botcsinálta rendező           | Pipe Dream                     | David Kulovic              |                      |
| 2003  | A fiatalkorú                    | The United States of Leland    | Harry Pollard              | Wohlmuth István      |
| 2003  | ÖcsiKém                         | Agent Cody Banks               | Dr. Connors                | Vincze Gábor Péter   |
| 2004  |                                 | The Pornographer: A Love Story | Michael                    |                      |
| 2004  | A rosszak jobbak                | Saved!                         | Skip lelkész               | Harmath Imre         |
| 2004  |                                 | White Like Me (rövidfilm)      | Gus                        |                      |
| 2005  |                                 | At Last                        | Mark Singleton             |                      |
| 2005  | Csend                           | The Quiet                      | Paul Deer                  |                      |
| 2006  | Angyali démonok                 | The Visitation                 | Travis Jordan              |                      |
| 2006  |                                 | The Garage                     | felnőtt Matt               |                      |
| 2006  | A testőr                        | The Sentinel                   | William Montrose           | Kautzky Armand       |
| 2006  |                                 | Day on Fire                    | Walter Evering             |                      |
| 2007  | Dermesztő szél                  | Wind Chill                     | országúti járőr            | Holl Nándor          |
| 2008  | Az ábécés gyilkos               | The Alphabet Killer            | Jim Walsh                  |                      |
| 2009  | Kísértetjárás Connecticutban    | The Haunting in Connecticut    | Peter Campbell             | Kautzky Armand       |
| 2009  |                                 | Duress                         | Richard Barnet             |                      |
| 2010  |                                 | William Vincent                | Victor                     |                      |
| 2010  | Nincs határ                     | Unthinkable                    | Jack Saunders              | Háda János           |
| 2011  |                                 | Collaborator                   | Robert Longfellow          |                      |
| 2012  | Silent Hill – Kinyilatkoztatás  | Silent Hill: Revelation 3D     | Douglas Cartland           | Kárpáti Levente      |
| 2012  | Kétkedő fundamentalista         | The Reluctant Fundamentalist   | Ludlow Cooper              |                      |
| 2013  | A nővér                         | Nurse 3D                       | Larry Cook                 |                      |
| 2014  | Szabotázs                       | Sabotage                       | Floyd Demel                | Harmath Imre         |
| 2014  | Szabotázs                       | Sabotage                       | Floyd Demel                | Németh Gábor         |
| 2014  |                                 | Ned Rifle                      | Daniel Gardner tiszteletes |                      |
| 2014  | Beépített hiba                  | Inherent Vice                  | Crocker Fenway             | Kardos Róbert        |
| 2015  | A Hangya                        | Ant-Man                        | Mitchell Carson            | Kautzky Armand       |
| 2017  |                                 | Rememory                       | Gordon Dunn                |                      |
| 2017  | Utóhatás                        | Aftermath                      | Robert                     | Kőszegi Ákos         |
| 2017  |                                 | Indian Horse                   | Jack Lanahan               |                      |
| 2018  | Fahrenheit 451                  | Fahrenheit 451                 | Nyari parancsnok           | Kálid Artúr          |
| 2019  | Ebgondolat                      | The Art of Racing in the Rain  | Maxwell                    | Kautzky Armand       |
| 2019  | Hazug tánc                      | White Lie                      | Doug Arneson               | Kapácsy Miklós       |
| 2019  | Gyere apához                    | Come to Daddy                  | Ant Timpson                | Rosta Sándor         |
| 2020  | Tenet                           | Tenet                          | Fay                        | Kárpáti Levente      |
| Percy | Percy                           | Rick Aarons                    | Kárpáti Levente            |                      |
| 2021  |                                 | Redemption Day                 | Tom Fitzgerald             |                      |
| 2021  | Válság                          | Crisis                         | Lawrence Morgan            |                      |
| 2023  |                                 | BlackBerry                     | Rick Brock                 |                      |
| 2024  | The Apprentice – A Trump-sztori | The Apprentice                 | Fred Trump Sr.             | Kőszegi Ákos         |

### Televízió
| Év        | Magyar cím                               | Eredeti cím                                | Szerep                                         | Megjegyzések                                       |
| --------- | ---------------------------------------- | ------------------------------------------ | ---------------------------------------------- | -------------------------------------------------- |
| 1987      |                                          | At Mother's Request                        | Rogen nyomozó                                  | minisorozat (2. epizód)                            |
| 1993      | Szélhámosok                              | Scam                                       | Gordon Wexler                                  | - tévéfilm - magyar hangja: - Széles László        |
| 1993      |                                          | South Beach                                | Spencer Robinson                               | 1 epizód                                           |
| 1993      | Pete és kis Pete                         | The Adventures of Pete & Pete              | őr                                             | 1 epizód                                           |
| 1997      |                                          | Night Sins                                 | Paul Garrison                                  | tévéfilm                                           |
| 1998      |                                          | Rescuers: Stories of Courage - Two Couples | Aart Vos                                       | tévéfilm                                           |
| 1998      | Harctéri harsonák                        | When Trumpets Fade                         | Roy Pritchett százados                         | - tévéfilm - magyar hangja: - Sztarenki Pál        |
| 1999      | Vadászat az egyszarvúra                  | The Hunt for the Unicorn Killer            | Richard DiBenedetto                            | tévéfilm                                           |
| 2000      |                                          | The Great Gatsby                           | Tom Buchanan                                   | tévéfilm                                           |
| 2000      | Egy modern asszony élete                 | Custody of the Heart                       | Dennis Raphael                                 | tévéfilm                                           |
| 2000      |                                          | Wonderland                                 | Dr. Neil Harrison                              | 8 epizód                                           |
| 2001      | Amy és Isabel                            | Amy and Isabelle                           | Peter Robertson                                | tévéfilm                                           |
| 2001–2002 |                                          | Pasadena                                   | Will McAllister                                | 13 epizód                                          |
| 2002      | Robert Kennedy                           | RFK                                        | John F. Kennedy                                | tévéfilm                                           |
| 2003      | CSI: A helyszínelők                      | CSI: Crime Scene Investigation             | Howard Delhomme                                | 1 epizód                                           |
| 2003–2018 | Esküdt ellenségek: Különleges ügyosztály | Law & Order: Special Victims Unit          | Dr. Archibald Newlands / Logan Carter százados | 2 epizód                                           |
| 2004      |                                          | Traffic                                    | Brent Delaney                                  | minisorozat                                        |
| 2004      |                                          | Dark Shadows                               | Roger Collins                                  | próbaepizód, nem került adásba                     |
| 2005–2006 | Nancy ül a fűben                         | Weeds                                      | Peter Scottson                                 | 14 epizód                                          |
| 2006      | Esküdt ellenségek                        | Law & Order                                | Robert White                                   | 1 epizód                                           |
| 2007      | Holtsáv                                  | The Dead Zone                              | Malcolm Janus                                  | 6 epizód                                           |
| 2007      | A horror mesterei                        | Masters of Horror                          | Cliff Addison                                  | 1 epizód                                           |
| 2007      | Szellemekkel suttogó                     | Ghost Whisperer                            | Tom Gordon                                     | 4 epizód                                           |
| 2009      | A félelem maga                           | Fear Itself                                | Dan Johnson rendőr                             | - 1 epizód - magyar hangja: - Haás Vander Péter    |
| 2010      |                                          | Unnatural History                          | Bryan Bartlett                                 | 13 epizód                                          |
| 2011–2012 |                                          | Boss                                       | Ezra Stone                                     | 10 epizód                                          |
| 2012      | A cég                                    | The Firm                                   | Kevin Stack                                    | főszerep                                           |
| 2012      | Hetedik érzék                            | The Listener                               | Michael Morrissey                              | 1 epizód                                           |
| 2012      |                                          | The Selection                              | King Clarkson                                  | tévéfilm                                           |
| 2013      |                                          | King & Maxwell                             | Robert A. Scott                                | 5 epizód                                           |
| 2013      | Homeland – A belső ellenség              | Homeland                                   | Leland Bennett                                 | 3 epizód                                           |
| 2013–2015 | Bűnös utakon                             | Rogue                                      | Richard Campbell                               | 11 epizód                                          |
| 2014      |                                          | The Lottery                                | Darius Hayes                                   | 10 epizód                                          |
| 2016      | A holnap legendái                        | Legends of Tomorrow                        | Zaman Druce                                    | visszatérő szerep (4 epizód)                       |
| 2017      | Ítélet                                   | Conviction                                 | Theodore Morrison elnök                        | 1 epizód                                           |
| 2017–2018 | Halálos fegyver                          | Lethal Weapon                              | Grant Davenport                                | 1 epizód                                           |
| 2017–2018 | Túloldal                                 | Beyond                                     | Isaac Frost                                    | 5 epizód                                           |
| 2017      |                                          | The Lost Wife of Robert Durst              | Struk nyomozó                                  | tévéfilm                                           |
| 2018      |                                          | Electric Dreams                            | Odin                                           | 1 epizód                                           |
| 2018      | Carter                                   | Carter                                     | Hamilton Gerard                                | 1 epizód                                           |
| 2019      | Hatalmas kis hazugságok                  | Big Little Lies                            | Martin Howard, Bonnie apja                     | 3 epizód                                           |
| 2019–2020 | Nancy Drew                               | Nancy Drew                                 | Everett Hudson                                 | 3 epizód                                           |
| 2020      | Mozdulatlanul                            | Dead Still                                 | Bushrod Whacker                                | 3 epizód                                           |
| 2021      | Firefly Lane – Szentjánosbogár lányok    | Firefly Lane                               | Wilson King                                    | 2 epizód                                           |
| 2022      | A 81-es számú archívum                   | Archive 81                                 | Virgil Davenport                               | - főszereplő - magyar hangja: - Fillár István      |
| 2023      | Lioness                                  | Special Ops: Lioness                       | Errol Meade                                    | - visszatérő szerep - magyar hangja: - Csuha Lajos |
| 2023      |                                          | Sealed with a List                         | Silas Redmond                                  | tévéfilm                                           |

## Fordítás
- Ez a szócikk részben vagy egészben  a   Martin Donovan című angol Wikipédia-szócikk ezen változatának fordításán alapul.  Az eredeti cikk szerkesztőit annak laptörténete sorolja fel. Ez a jelzés csupán a megfogalmazás eredetét és a szerzői jogokat jelzi, nem szolgál a cikkben szereplő információk forrásmegjelöléseként.